# Альдеасентенера
Альдеасентенера (ісп. Aldeacentenera) — муніципалітет в Іспанії, у складі автономної спільноти Естремадура, у провінції Касерес. Населення — 754 особи (2010).
Муніципалітет розташований на відстані близько 190 км на південний захід від Мадрида, 65 км на схід від Касереса.

## Демографія
Динаміка населення (INE ):

## Галерея зображень

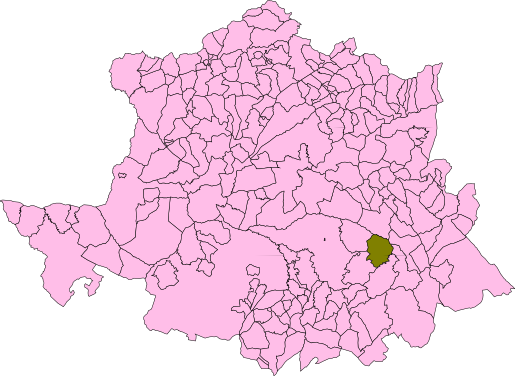
Розташування муніципалітету Альдеасентенера у провінції
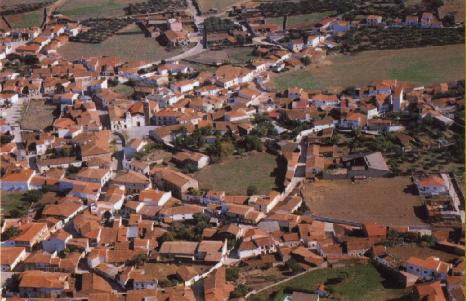
Муніципалітет Альдеасентенера згори